# Apollo 16
Apollo 16 là nhiệm vụ vũ trụ có người lái thứ 10 trong chương trình vũ trụ Apollo của Hoa Kỳ, chương trình thứ năm và áp chót để đáp xuống Mặt Trăng và là chương trình đầu tiên hạ cánh trên vùng cao nguyên Mặt Trăng. Chương trình thứ hai của cái gọi là "nhiệm vụ J", nó được phi hành đoàn John Young, phi hành đoàn mô-đun Charles Duke và phi công mô-đun Ken Mattingly thực hiện. Tàu vũ trụ được phóng từ Trung tâm vũ trụ Kennedy ở Florida lúc 12:54 tối EST ngày 16 tháng 4 năm 1972, nhiệm vụ kéo dài 11 ngày, 1 giờ và 51 phút, và kết thúc lúc 2:45 tối EST vào ngày 27 tháng 4.
Young và Duke đã dành 71 giờ — chỉ dưới ba ngày — trên bề mặt Mặt Trăng, trong thời gian đó họ đã tiến hành ba hoạt động ngoài lề hoặc những con đường đi bộ, tổng cộng 20 giờ và 14 phút. Cặp đôi này đã lái chiếc xe Lunar Roving Vehicle (LRV), chiếc thứ hai được sản xuất và sử dụng trên Mặt Trăng, với quãng đường 26,7 km (16,6 dặm). Trên bề mặt, Young và Duke đã thu thập 95,8 kg (211 lb) mẫu đất đá Mặt Trăng để trở về Trái Đất, trong khi Mô-đun Lệnh với Ken Mattingly điều khiển quay quanh trong Mô-đun Lệnh / Dịch vụ (CSM) ở trên để thực hiện các quan sát. Mattingly thực hiện 126 giờ và 64 vòng quay trong quỹ đạo Mặt Trăng. Sau khi Young và Duke quay trở lại với Mattingly trong quỹ đạo Mặt Trăng, phi hành đoàn đã thả một vệ tinh từ Mô-đun Dịch vụ (SM). Trong chuyến đi về Trái Đất, Mattingly đã thực hiện một chuyến đi bộ ngoài không gian trong một giờ để lấy một số băng phim từ bên ngoài của Mô-đun Dịch vụ.